# Långsjöberget (naturreservat, Vännäs kommun)
Långsjöberget är ett naturreservat i Vännäs kommun i Västerbottens län.
Området är naturskyddat sedan 2013 och är 43 hektar stort. Reservatet omfattar nordostsluttningar av Långsjöberget med Långsjön i väster. Reservatet består mest av granskog men det finns också gamla tallar och gamla grova aspar.